# نبض (مسلسل)
نبض مسلسل تلفزيوني سوري درامي.

## القصة
في إطار الدراما الممزوجة ببعض التراجيديا تدور أحداث المسلسل حول سيدة تتعرض للعديد من المواقف السلبية في حياتها، وتدفعها لتكون ظالمة ومظلومة في نفس الوقت.

## طاقم العمل
- وفاء موصللي
- عبدالمنعم عمايري
- بيار داغر
- عامر علي
- جرجس جبارة
- ضحى الدبس

## وصلات خارجية
- صفحة مسلسل نبض على موقع السينما.كوم